# Liste der Monuments historiques in Baltzenheim
Die Liste der Monuments historiques in Baltzenheim führt die Monuments historiques in der französischen Gemeinde Baltzenheim auf.

## Liste der Bauwerke
| Bezeichnung      | Beschreibung | Standort              | Kennzeichnung | Schutzstatus | Datum | Bild           |
| ---------------- | --- | --------------------- | ------------- | ------------ | ----- | -------------- |
| Kirche St-Michel | Schiff ab dem 12. Jahrhundert, Turm aus dem 13. oder 14. Jahrhundert; im Schiff Wandgemälde des 16. Jahrhunderts | Rue Principale (Lage) | PA00085334    | Classé       | 1901  | weitere Bilder |